# Dana Altman
Dana Dean Altman (Crete, 16 giugno 1958) è un allenatore di pallacanestro statunitense.

## Palmarès
- Jim Phelan National Coach of the Year Award (2013)